# Thiago Roberto Grizolli
Thiago Roberto Grizolli (São Bernardo do Campo, 5 februari 1984), voetbalnaam Thiago Grizolli, is een Braziliaanse voetballer met tevens een Italiaans paspoort die als middenvelder speelt bij de Braziliaanse club Marília Atlético Clube.
In 2007 degradeerde Grizolli met Teramo Calcio van de Serie C1 naar de Serie C2. Hij debuteerde op 8 augustus 2008 in de wedstrijd FC Zwolle – MVV (0–0). In de winterstop van het seizoen 2008/09 werd hij ontslagen bij FC Zwolle.

## Statistieken
| Seizoen | Club          | Land      | Competitie     | Wed. | Goals |
| ------- | ------------- | --------- | -------------- | ---- | ----- |
| 2007/08 | Teramo Calcio | Italië    | Serie C1       | 2    | 0     |
| 2008/09 | FC Zwolle     | Nederland | Eerste divisie | 12   | 2     |
| Totaal  | Totaal        | Totaal    | Totaal         | 15   | 2     |